# Mord in bester Gesellschaft: Winters letzter Fall
Winters letzter Fall ist ein deutscher Fernsehfilm von Peter Stauch zu einem Drehbuch von Maja Brandstetter und Wolfgang Brandstetter aus dem Jahr 2017. Es handelt sich um die fünfzehnte und zugleich letzte Episode der Kriminalfilmreihe Mord in bester Gesellschaft mit Fritz Wepper als Psychiater Wendelin Winter in der Hauptrolle.

## Handlung
Der Oberkommissar Donald Becker wendet sich an Dr. Wendelin Winter als Psychiater, damit dieser den neunjährigen Tommi therapieren kann, der ungewollt Zeuge des Mordes an seinem Vater geworden ist. Der Junge steht unter Schock und spricht seit dem Vorfall kein einziges Wort mehr. Winter will dem Jungen gerne helfen, doch er erleidet einen Schwächeanfall und entschließt sich nach diesem Fall, seine Arbeit aus gesundheitlichen Gründen niederzulegen.

## Hintergrund
Für Winters letzter Fall wurde vom 9. Februar 2016 bis zum 9. März 2016 an Schauplätzen in München und Umgebung gedreht. Die Erstausstrahlung fand am Donnerstag, den 20. April 2017 auf Das Erste statt.